# (39445) 3336 T-3
3336 T-3 (asteroide 39445) é um asteroide da cintura principal. Possui uma excentricidade de 0.10902270 e uma inclinação de 1.18977º.
Este asteroide foi descoberto no dia 16 de outubro de 1977 por Cornelis Johannes van Houten e Ingrid van Houten-Groeneveld e Tom Gehrels em Palomar.